# Prévinquières
Prévinquières est une commune française située dans le département de l'Aveyron en région Occitanie.
Il ne faut pas confondre le hameau de Recoules de la commune de Prévinquières avec le village de Recoules-Prévinquières.

## Géographie

### Localisation
Le bourg de Prévinquières, à 400 m d'altitude, est installé à proximité de la rivière Aveyron, 25 m.

### Communes limitrophes
Les communes limitrophes sont  Anglars-Saint-Félix, Colombiès, Compolibat, Privezac, Rieupeyroux et Rignac.

### Hydrographie

#### Réseau hydrographique

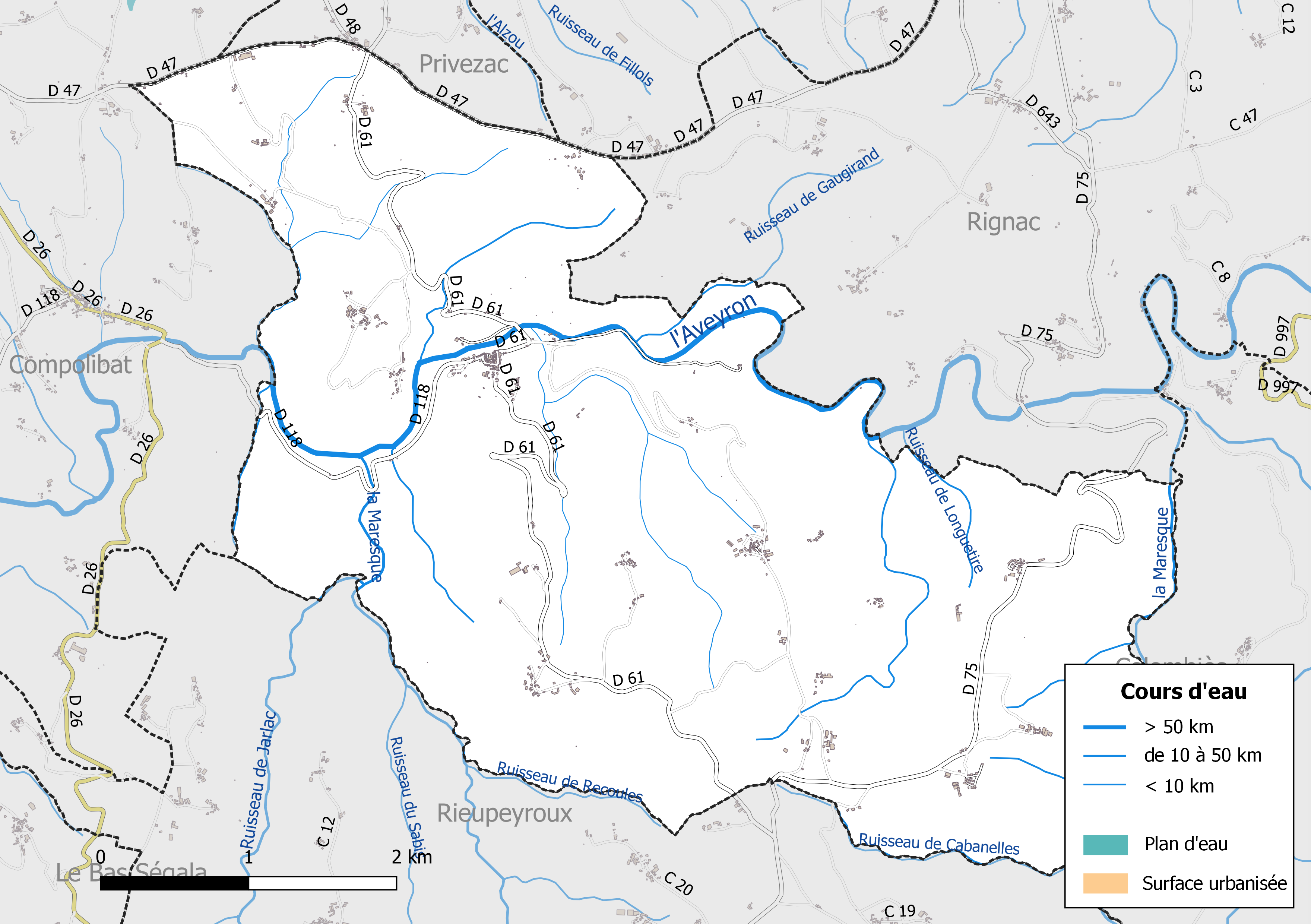
Réseaux hydrographique et routier de Prévinquières.

La commune est drainée par l'Aveyron, la Maresque de Moyrazès, la Maresque de Moyrazès, le ruisseau de Jarlac, le ruisseau de Gaugirand, le ruisseau de Longuetire et par divers petits cours d'eau.
L'Aveyron, d'une longueur totale de 290,6 km, prend sa source dans la commune de Sévérac d'Aveyron et se jette  dans le Tarn à Barry-d'Islemade, après avoir arrosé 60 communes.
La Maresque de Moyrazès, d'une longueur totale de 10,7 km, prend sa source dans la commune de Moyrazès et se jette  dans l'Aveyron à Moyrazès, après avoir arrosé 1 communes.
La Maresque de Moyrazès, d'une longueur totale de 10,7 km, prend sa source dans la commune de Moyrazès et se jette  dans l'Aveyron à Moyrazès, après avoir arrosé 1 communes.

#### Gestion des cours d'eau
La gestion des cours d’eau situés dans le bassin de l’Aveyron est assurée par l’établissement public d'aménagement et de gestion de l'eau (EPAGE) Aveyron amont, créé le 1er janvier 2017, en remplacement du syndicat mixte du bassin versant Aveyron amont,,.

### Climat
Pour des articles plus généraux, voir Climat de l'Occitanie et Climat de l'Aveyron.
En 2010, le climat de la commune est de type climat océanique altéré, selon une étude s'appuyant sur une série de données couvrant la période 1971-2000. En 2020, Météo-France publie une typologie des climats de la France métropolitaine dans laquelle la commune est dans une zone de transition entre le climat océanique altéré et le climat de montagne et est dans la région climatique Sud-est du Massif Central, caractérisée par une pluviométrie annuelle de 1 000 à 1 500 mm, minimale en été, maximale en automne.
Pour la période 1971-2000, la température annuelle moyenne est de 11,9 °C, avec une amplitude thermique annuelle de 15,5 °C. Le cumul annuel moyen de précipitations est de 1 013 mm, avec 11,8 jours de précipitations en janvier et 6,5 jours en juillet. Pour la période 1991-2020, la température moyenne annuelle observée sur la station météorologique la plus proche, située sur la commune du Bas Ségala à 8 km à vol d'oiseau, est de 12,4 °C et le cumul annuel moyen de précipitations est de 1 062,4 mm,. Pour l'avenir, les paramètres climatiques de la commune estimés pour 2050 selon différents scénarios d'émission de gaz à effet de serre sont consultables sur un site dédié publié par Météo-France en novembre 2022.

### Milieux naturels et biodiversité

#### Sites Natura 2000

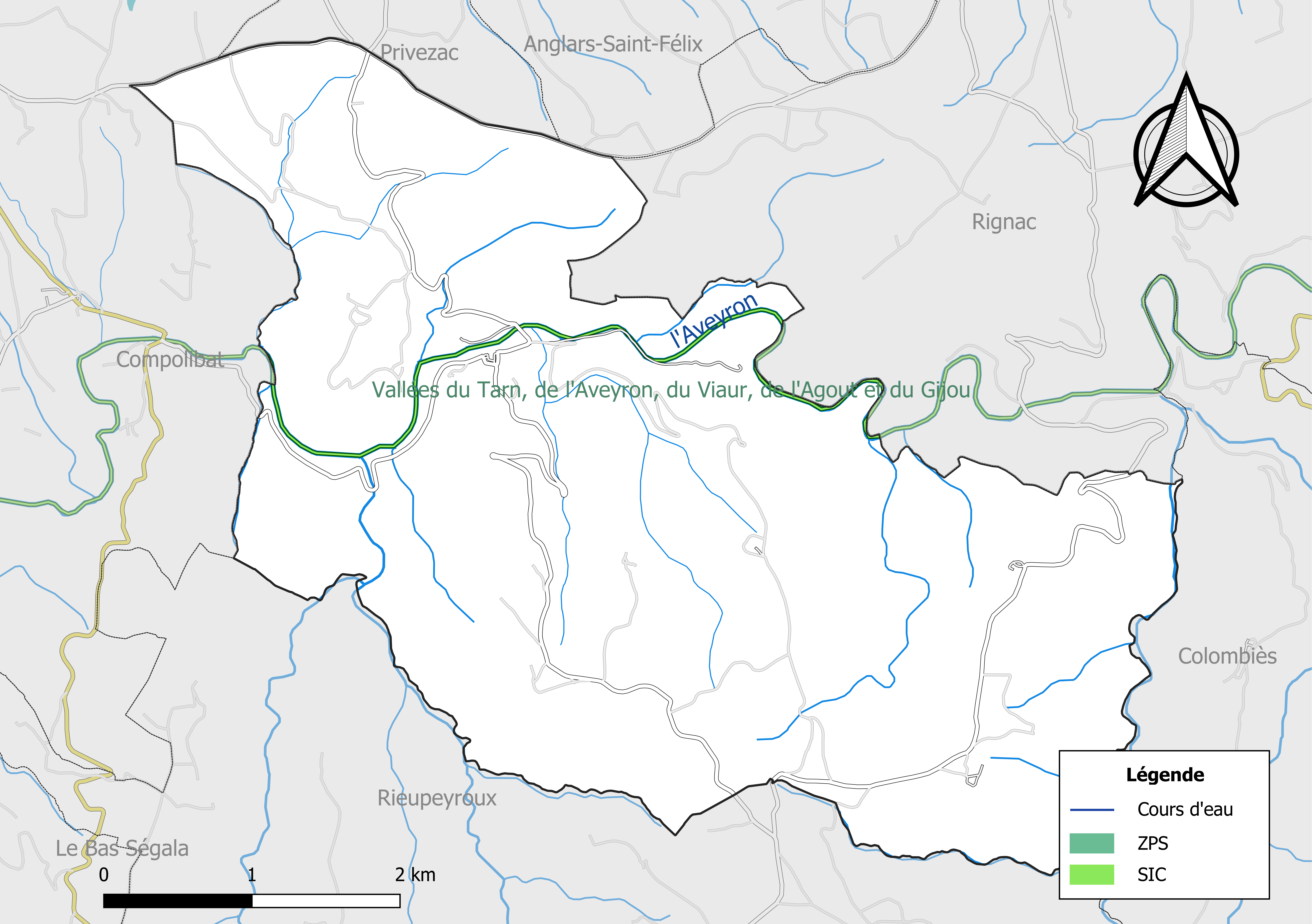
Sites Natura 2000 sur le territoire communal.

Le réseau Natura 2000 est un réseau écologique européen de sites naturels d’intérêt écologique élaboré à partir des Directives « Habitats » et « Oiseaux ». Ce réseau est constitué de Zones spéciales de conservation (ZSC) et de Zones de protection spéciale (ZPS). Dans les zones de ce réseau, les États Membres s'engagent à maintenir dans un état de conservation favorable les types d'habitats et d'espèces concernés, par le biais de mesures réglementaires, administratives ou contractuelles.
Un site Natura 2000 a été défini sur la commune au titre de la « directive Habitats » : 
Les « Vallées du Tarn, de l'Aveyron, du Viaur, de l'Agout et du Gijou », d'une superficie de 17 144 ha, s'étendent sur 136 communes dont 41 dans l'Aveyron, 8 en Haute-Garonne, 50 dans le Tarn et 37 dans le Tarn-et-Garonne. Elles présentent une très grande diversité d'habitats et d'espèces dans ce vaste réseau de cours d'eau et de gorges. La présence de la Loutre d'Europe et de la moule perlière d'eau douce est également d'un intérêt majeur.

#### Zones naturelles d'intérêt écologique, faunistique et floristique
L’inventaire des zones naturelles d'intérêt écologique, faunistique et floristique (ZNIEFF) a pour objectif de réaliser une couverture des zones les plus intéressantes sur le plan écologique, essentiellement dans la perspective d’améliorer la connaissance du patrimoine naturel national et de fournir aux différents décideurs un outil d’aide à la prise en compte de l’environnement dans l’aménagement du territoire.
Le territoire communal de Prévinquières comprend une ZNIEFF de type 1,, 
la « Rivière Aveyron » (3 500 ha), couvrant 63 communes dont 38 dans l'Aveyron, 5 dans le Tarn et 20 dans le Tarn-et-Garonne
, et une ZNIEFF de type 2,, 
la « Vallée de l'Aveyron » (14 644 ha), qui s'étend sur 68 communes dont 41 dans l'Aveyron, 5 dans le Tarn et 22 dans le Tarn-et-Garonne.

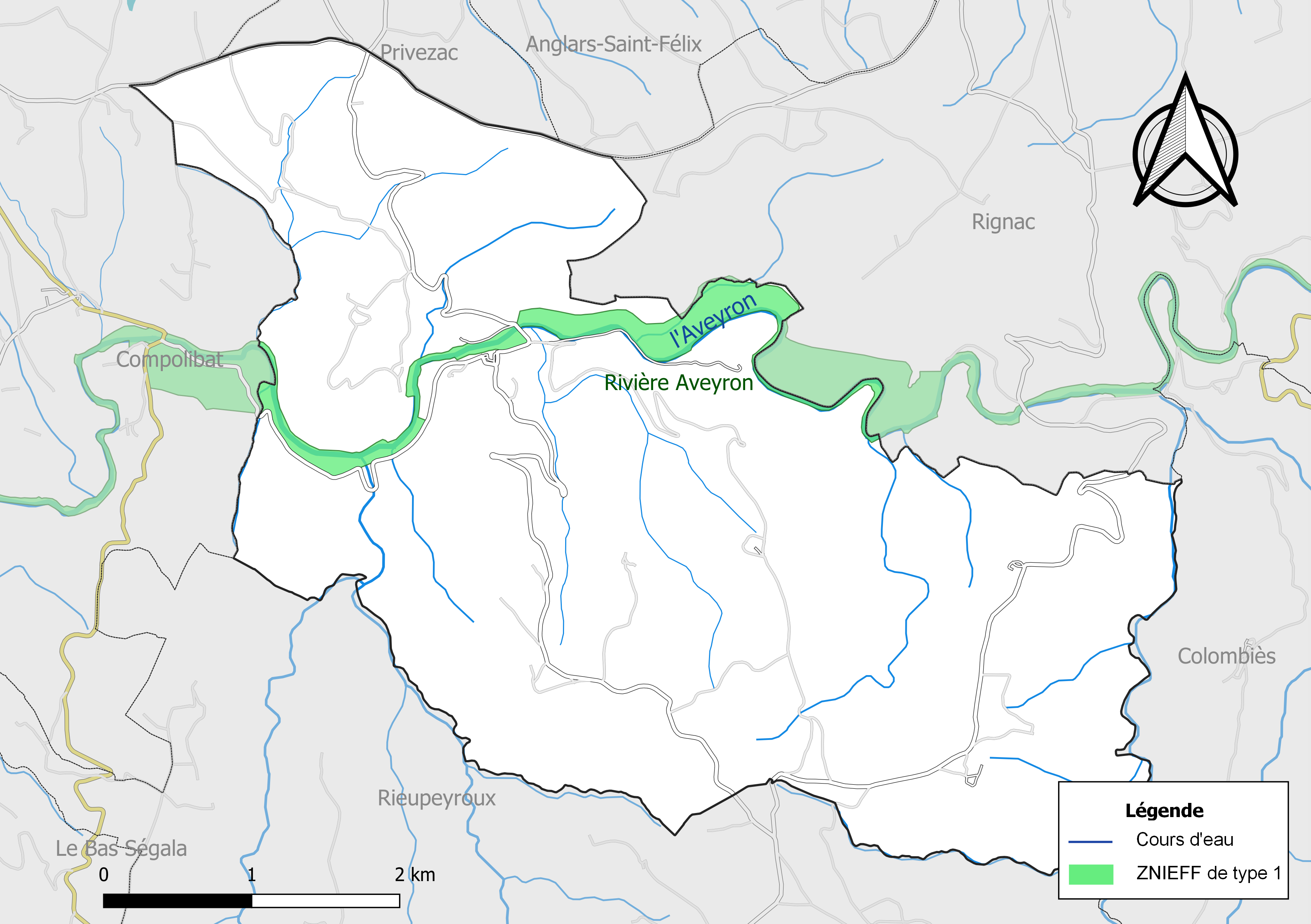
Carte de la ZNIEFF de type 1 de la commune.
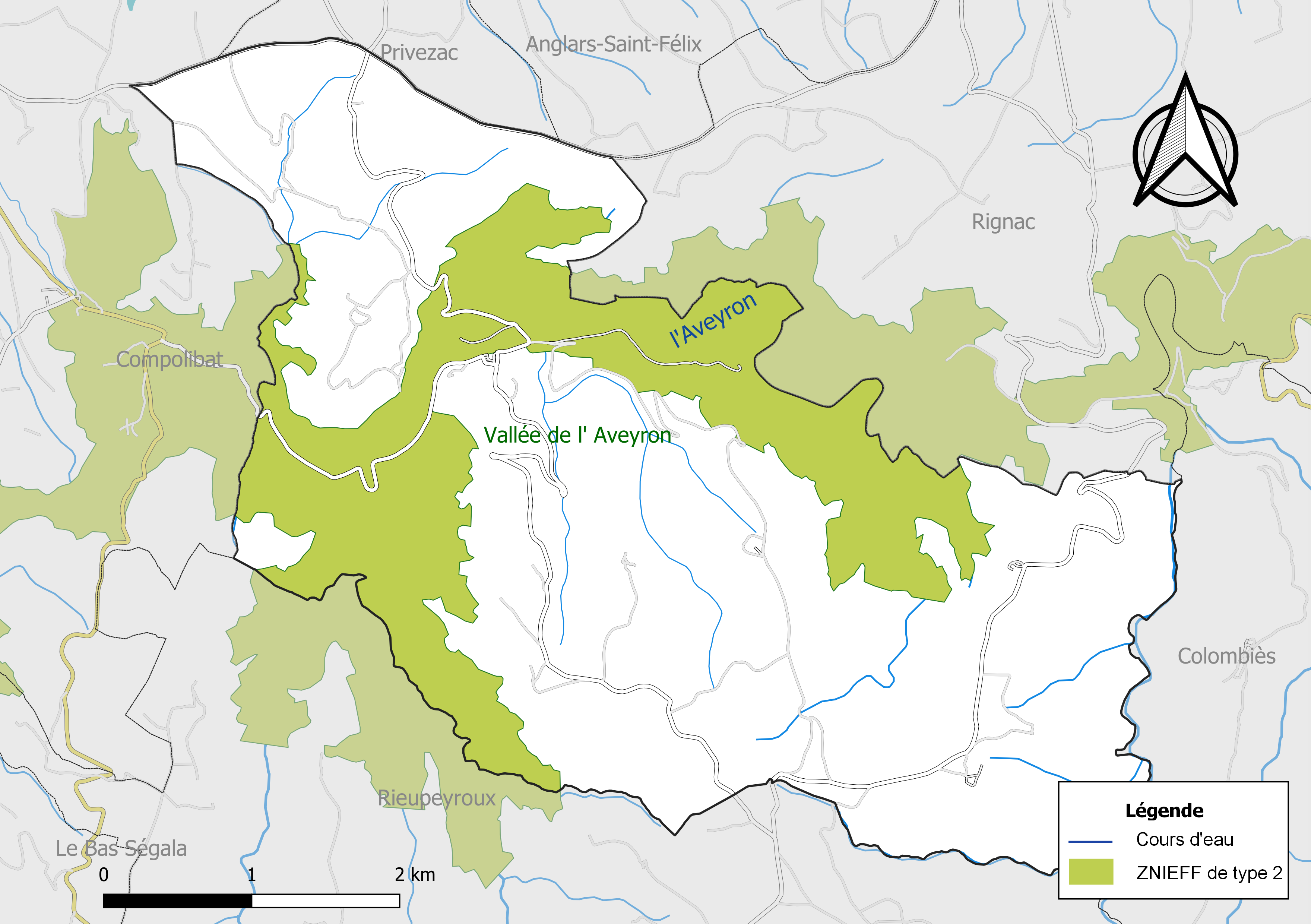
Carte de la ZNIEFF de type 2 de la commune.

## Urbanisme

### Typologie
Au 1er janvier 2024, Prévinquières est catégorisée commune rurale à habitat très dispersé, selon la nouvelle grille communale de densité à sept niveaux définie par l'Insee en 2022.
Elle est située hors unité urbaine et hors attraction des villes,.

### Occupation des sols

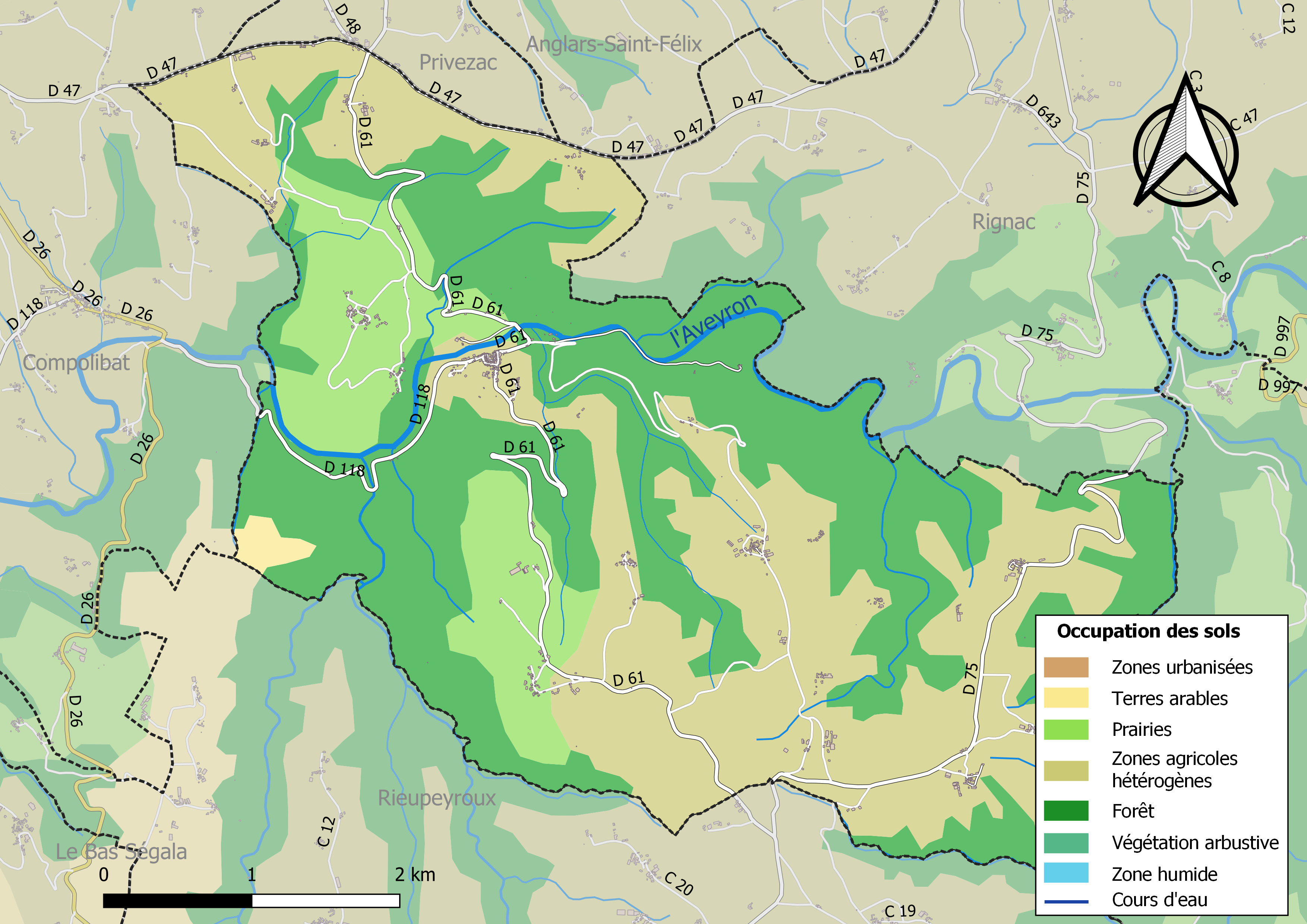
Infrastructures et occupation des sols de la commune de Prévinquières.

L'occupation des sols de la commune, telle qu'elle ressort de la base de données européenne d’occupation biophysique des sols Corine Land Cover (CLC), est marquée par l'importance des territoires agricoles (53,4 % en 2018), une proportion sensiblement équivalente à celle de 1990 (52,8 %). La répartition détaillée en 2018 est la suivante : 
forêts (46,6 %), zones agricoles hétérogènes (39,9 %), prairies (12,9 %), terres arables (0,6 %).

### Planification
La loi SRU du 13 décembre 2000 a incité fortement les communes à se regrouper au sein d’un établissement public, pour déterminer les partis d’aménagement de l’espace au sein d’un SCoT, un document essentiel d’orientation stratégique des politiques publiques à une grande échelle. La commune est dans le territoire du SCoT du Centre Ouest Aveyron  approuvé en février 2020. La structure porteuse est le Pôle d'équilibre territorial et rural Centre Ouest Aveyron, qui associe neuf EPCI, notamment la communauté de communes Aveyron Bas Ségala Viaur, dont la commune est membre.
La commune ne disposait pas en 2017 de document d'urbanisme opérationnel et le règlement national d'urbanisme s'appliquait donc pour la délivrance des permis de construire.

### Risques majeurs
Le territoire de la commune de Prévinquières est vulnérable à différents aléas naturels : inondations, climatiques (hiver exceptionnel ou canicule), feux de forêts et séisme (sismicité très faible).
Il est également exposé à un risque particulier, le risque radon,.

#### Risques naturels

Zones inondables de la commune de Prévinquières.

Certaines parties du territoire communal sont susceptibles d’être affectées par le risque d’inondation par débordement de l'Aveyron. Un plan des surfaces submersibles (PSS), premier document cartographique réglementant l'occupation du sol en zone inondable pour les cours d'eau domaniaux, a été établi en 1964. Compte tenu du peu d’enjeux exposés à ces inondations, aucun plan de prévention du risque d’inondation n’a été prescrit. Néanmoins la loi Barnier du 2 février 1995 confère aux PSS un statut de plan de prévention des risques (PPR ), les rendant par conséquent opposables au tiers et faisant entrer le territoire de la commune dans le champ d'application de l'obligation d'information des acquéreurs locataires.
Le Plan départemental de protection des forêts contre les incendies découpe le département de l’Aveyron en sept « bassins de risque » et définit une sensibilité des communes à l’aléa feux de forêt (de faible à très forte). La commune est classée en sensibilité faible.
Les mouvements de terrains susceptibles de se produire sur la commune sont soit des mouvements liés au retrait-gonflement des argiles, soit des effondrements liés à des cavités souterraines. Le phénomène de retrait-gonflement des argiles est la conséquence d'un changement d'humidité des sols argileux. Les argiles sont capables de fixer l'eau disponible mais aussi de la perdre en se rétractant en cas de sécheresse. Ce phénomène peut provoquer des dégâts très importants sur les constructions (fissures, déformations des ouvertures) pouvant rendre inhabitables certains locaux. La carte de zonage de cet aléa peut être consultée sur le site de l'observatoire national des risques naturels Géorisques. Une autre carte permet de prendre connaissance des cavités souterraines localisées sur la commune,.

#### Risque particulier
Dans plusieurs parties du territoire national, le radon, accumulé dans certains logements ou autres locaux, peut constituer une source significative d’exposition de la population aux rayonnements ionisants. Toutes les communes du département sont concernées par le risque radon à un niveau plus ou moins élevé. Selon le dossier départemental des risques majeurs du département établi en 2013, la commune de Prévinquières est classée à risque moyen à élevé. Un décret du 4 juin 2018 a modifié la terminologie du zonage définie dans le code de la santé publique et a été complété par un arrêté du 27 juin 2018 portant délimitation des zones à potentiel radon du territoire français. La commune est désormais en zone 3, à savoir zone à potentiel radon significatif.

## Histoire
Prévinquières en occitan : Pervinquièiras, ce qui signifie "pays des pervenches". Les fortifications de Prévinquières furent édifiées au XVe siècle, pour se défendre des routiers et des grandes compagnies. En 1376 le 23 mars, jean d'Armagnac ordonna la levée de 20 000 francs or, sur la sénéchaussée du Rouergue aux fins de concourir à l'évacuation de plusieurs châteaux dont celui de Prévinquières
Seigneurie des Cardaillac au XVe siècle, puis des Caylus de Privezac du XVe siècle au XVIIIe siècle.

## Politique et administration

### Découpage territorial
La commune de Prévinquières est membre de la communauté de communes Aveyron Bas Ségala Viaur, un établissement public de coopération intercommunale (EPCI) à fiscalité propre créé le 28 décembre 2001 dont le siège est à Rieupeyroux. Ce dernier est par ailleurs membre d'autres groupements intercommunaux.
Sur le plan administratif, elle est rattachée à l'arrondissement de Villefranche-de-Rouergue, au département de l'Aveyron et à la région Occitanie. Sur le plan électoral, elle dépend du  canton d'Aveyron et Tarn pour l'élection des conseillers départementaux, depuis le redécoupage cantonal de 2014 entré en vigueur en 2015, et de la deuxième circonscription de l'Aveyron  pour les élections législatives, depuis le dernier découpage électoral de 2010.

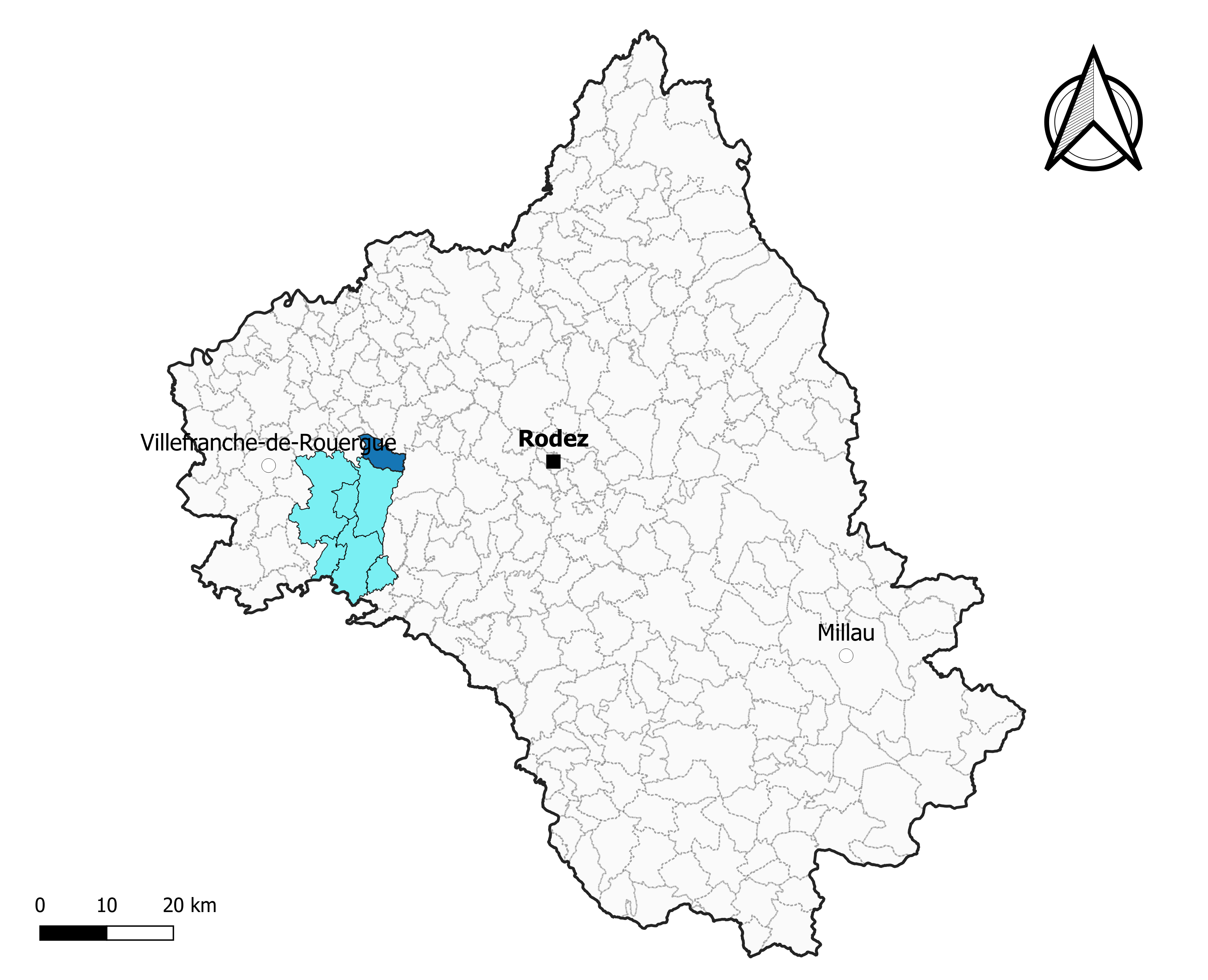
Prévinquières dans l'intercommunalité en 2020.
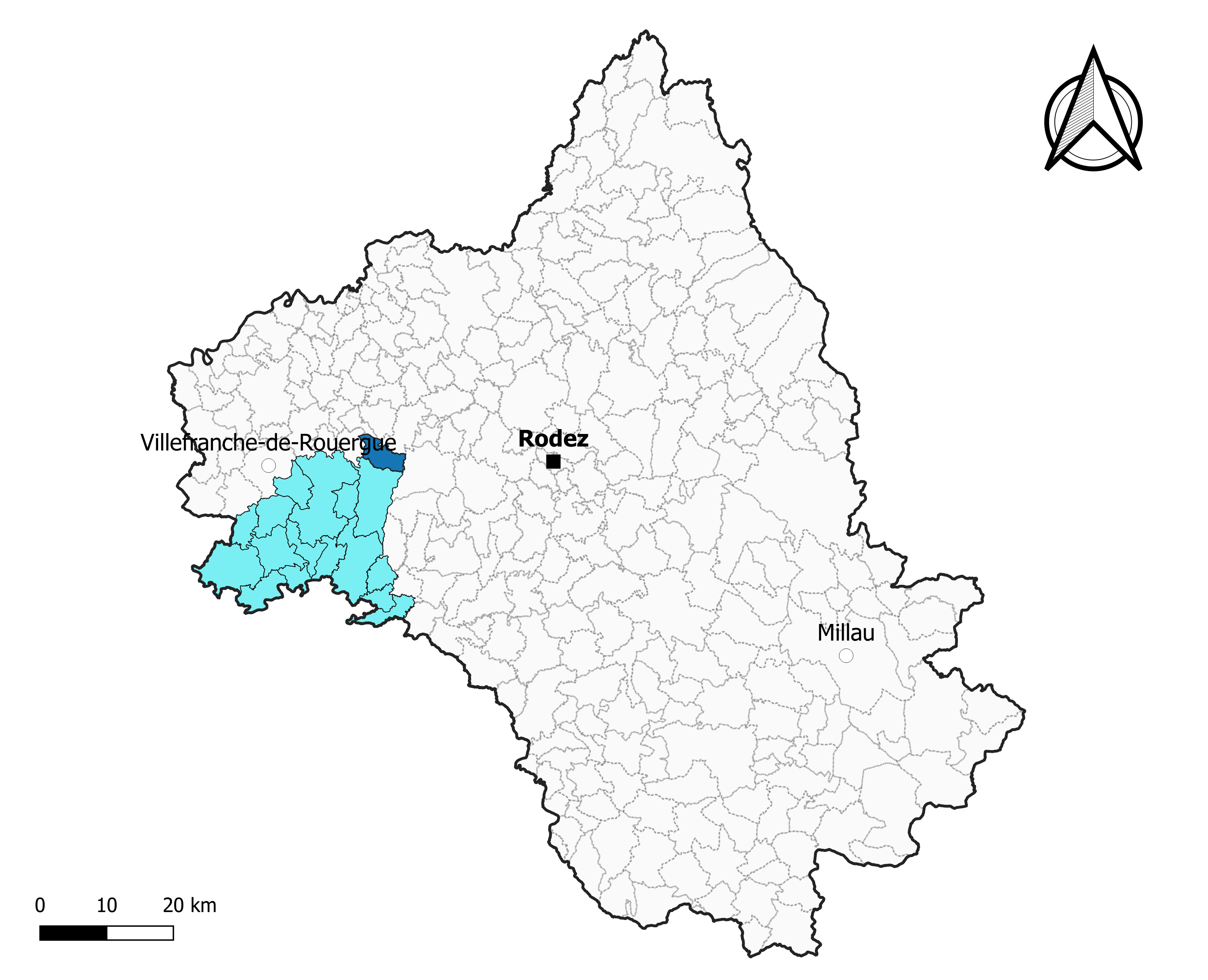
Prévinquières dans le canton d'Aveyron et Tarn en 2020.
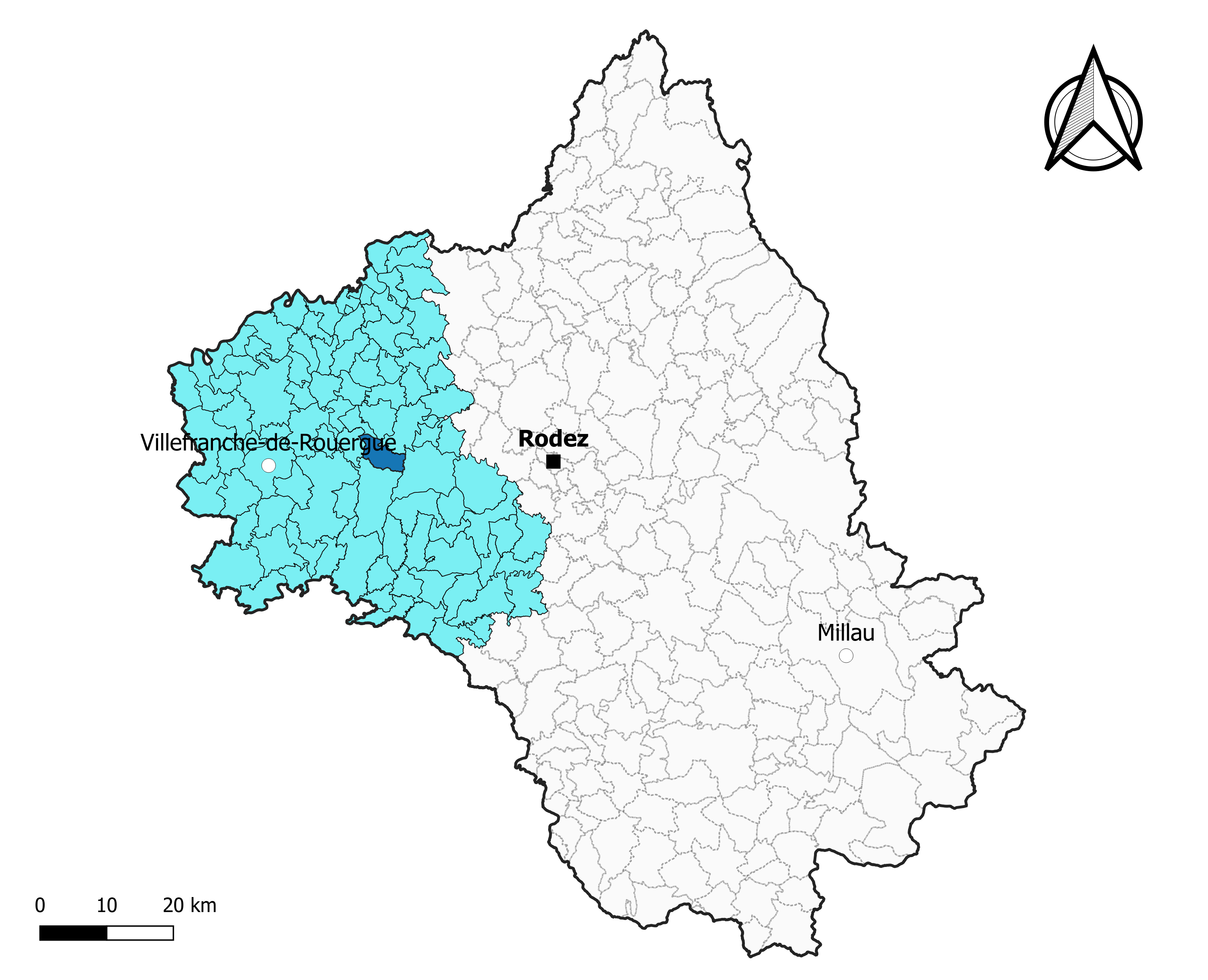
Prévinquières dans l'arrondissement de Villefranche-de-Rouergue en 2020.

### Élections municipales et communautaires

#### Élections de 2020
Le conseil municipal de Prévinquières, commune de moins de 1 000 habitants, est élu au scrutin majoritaire plurinominal à deux tours avec candidatures isolées ou groupées et possibilité de panachage. Compte tenu de la population communale, le nombre de sièges à pourvoir lors des élections municipales de 2020 est de 11. Sur les dix-neuf candidats en lice, onze sont élus dès le premier tour, le 15 mars 2020, correspondant à la totalité des sièges à pourvoir, avec un taux de participation de 48,05 %.
Christian Lacombe, maire sortant, est réélu pour un nouveau mandat le 26 mai 2020.
Dans les communes de moins de 1 000 habitants, les conseillers communautaires sont désignés parmi les conseillers municipaux élus en suivant l’ordre du tableau (maire, adjoints puis conseillers municipaux) et dans la limite du nombre de sièges attribués à la commune au sein du conseil communautaire. Deux sièges sont attribués à la commune au sein de la communauté de communes Aveyron Bas Ségala Viaur.

#### Liste des maires
| Période                                  | Période   | Identité           | Étiquette | Qualité                           |
| ---------------------------------------- | --------- | ------------------ | --------- | --------------------------------- |
| mars 2001                                | mars 2008 | Denis Trouche      |           |                                   |
| mars 2008                                | En cours  | Christian Lacombe, |           | Ancienne profession intermédiaire |
| Les données manquantes sont à compléter. |           |                    |           |                                   |

## Démographie
L'évolution du nombre d'habitants est connue à travers les recensements de la population effectués dans la commune depuis 1793. Pour les communes de moins de 10 000 habitants, une enquête de recensement portant sur toute la population est réalisée tous les cinq ans, les populations de référence des années intermédiaires étant quant à elles estimées par interpolation ou extrapolation. Pour la commune, le premier recensement exhaustif entrant dans le cadre du nouveau dispositif a été réalisé en 2005.

En 2022, la commune comptait 275 habitants, en évolution de −10,13 % par rapport à 2016 (Aveyron : +0,37 %, France hors Mayotte : +2,11 %).
| 1793 | 1800 | 1806  | 1821  | 1831 | 1836 | 1841 | 1846 | 1851  |
| ---- | ---- | ----- | ----- | ---- | ---- | ---- | ---- | ----- |
| 704  | 717  | 1 198 | 1 303 | 822  | 970  | 969  | 999  | 1 005 |

| 1856 | 1861 | 1866 | 1872 | 1876 | 1881  | 1886 | 1891 | 1896 |
| ---- | ---- | ---- | ---- | ---- | ----- | ---- | ---- | ---- |
| 939  | 922  | 966  | 952  | 995  | 1 013 | 986  | 964  | 903  |

| 1901 | 1906 | 1911 | 1921 | 1926 | 1931 | 1936 | 1946 | 1954 |
| ---- | ---- | ---- | ---- | ---- | ---- | ---- | ---- | ---- |
| 819  | 791  | 845  | 640  | 648  | 635  | 618  | 552  | 535  |

| 1962 | 1968 | 1975 | 1982 | 1990 | 1999 | 2005 | 2006 | 2010 |
| ---- | ---- | ---- | ---- | ---- | ---- | ---- | ---- | ---- |
| 504  | 455  | 434  | 395  | 329  | 290  | 281  | 279  | 301  |

| 2015 | 2020 | 2022 | - | - | - | - | - | - |
| ---- | ---- | ---- | - | - | - | - | - | - |
| 302  | 288  | 275  | - | - | - | - | - | - |

## Économie

### Revenus
En 2018  (données Insee publiées en septembre 2021), la commune compte 122 ménages fiscaux, regroupant 286 personnes. La médiane du revenu disponible par unité de consommation est de 17 670 € (20 640 € dans le département).

### Emploi
| Division       | 2008  | 2013  | 2018  |
| -------------- | ----- | ----- | ----- |
| Commune        | 4,2 % | 3,5 % | 8,2 % |
| Département    | 5,4 % | 7,1 % | 7,1 % |
| France entière | 8,3 % | 10 %  | 10 %  |

En 2018, la population âgée de 15 à 64 ans s'élève à 166 personnes, parmi lesquelles on compte 81,8 % d'actifs (73,6 % ayant un emploi et 8,2 % de chômeurs) et 18,2 % d'inactifs,. En  2018, le taux de chômage communal (au sens du recensement) des 15-64 ans est supérieur à celui du département, mais inférieur à celui de la France, alors qu'il était inférieur à celui du département et de la France en 2008.
La commune est hors attraction des villes,. Elle compte 46 emplois en 2018, contre 45 en 2013 et 48 en 2008. Le nombre d'actifs ayant un emploi résidant dans la commune est de 125, soit un indicateur de concentration d'emploi de 36,4 % et un taux d'activité parmi les 15 ans ou plus de 54,1 %.
Sur ces 125 actifs de 15 ans ou plus ayant un emploi, 39 travaillent dans la commune, soit 31 % des habitants. Pour se rendre au travail, 76,7 % des habitants utilisent un véhicule personnel ou de fonction à quatre roues, 0,8 % les transports en commun, 7,5 % s'y rendent en deux-roues, à vélo ou à pied et 15 % n'ont pas besoin de transport (travail au domicile).

### Activités hors agriculture
26 établissements sont implantés  à Prévinquières au 31 décembre 2019. Le tableau ci-dessous en détaille le nombre par secteur d'activité et compare les ratios avec ceux du département,.
Le secteur de l'industrie manufacturière, des industries extractives et autres est prépondérant sur la commune puisqu'il représente 42,3 % du nombre total d'établissements de la commune (11 sur les 26 entreprises implantées  à Prévinquières), contre 17,7 % au niveau départemental.

### Agriculture
La commune est dans le Ségala, une petite région agricole occupant l'ouest du département de l'Aveyron. En 2020, l'orientation technico-économique de l'agriculture  sur la commune est l'élevage bovin, orientation mixte lait et viande.
|               | 1988  | 2000  | 2010  | 2020  |
| ------------- | ----- | ----- | ----- | ----- |
| Exploitations | 52    | 33    | 24    | 23    |
| SAU (ha)      | 1 129 | 1 121 | 1 226 | 1 284 |

Le nombre d'exploitations agricoles en activité et ayant leur siège dans la commune est passé de 52 lors du recensement agricole de 1988  à 33 en 2000 puis à 24 en 2010 et enfin à 23 en 2020, soit une baisse de 56 % en 32 ans. Le même mouvement est observé à l'échelle du département qui a perdu pendant cette période 51 % de ses exploitations,. La surface agricole utilisée sur la commune a quant à elle augmenté, passant de 1 129 ha en 1988 à 1 284 ha en 2020. Parallèlement la surface agricole utilisée moyenne par exploitation a augmenté, passant de 22 à 56 ha.

## Culture locale et patrimoine

### Lieux et monuments
- Relais de Poste - Auberge
- Le calvaire de la porte haute (monument aux morts).
- La forge.
- Le portail haut.
- Le quartier de la fon.
- Le couffinou et son calvaire (dit de cardelle).
- Place de la mairie et de l'ancien château.
- Église Saint-Martin de Prévinquières.
- Le tinal.

Lieux anciens de Prévinquières :
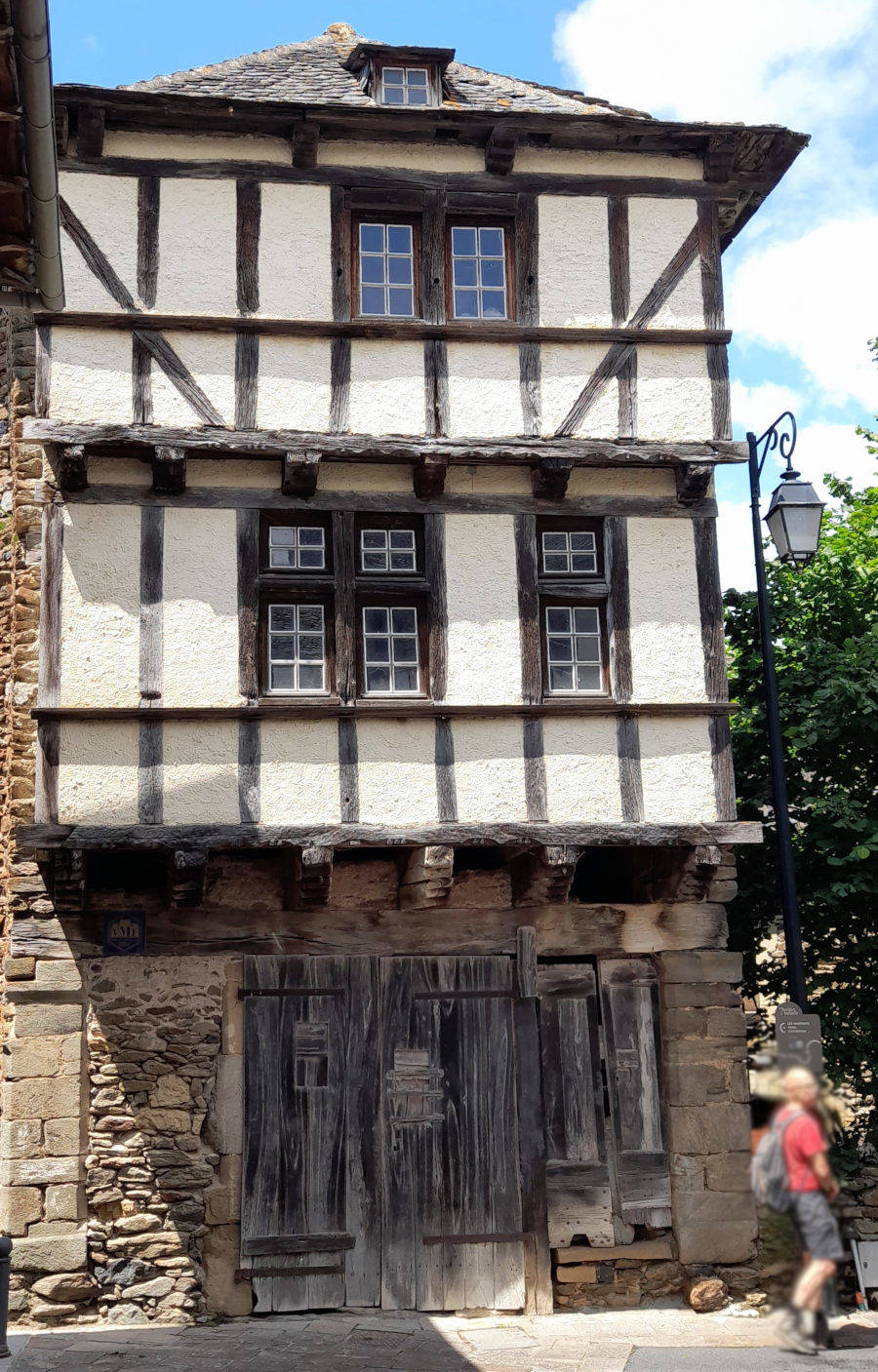
Le Tinal.
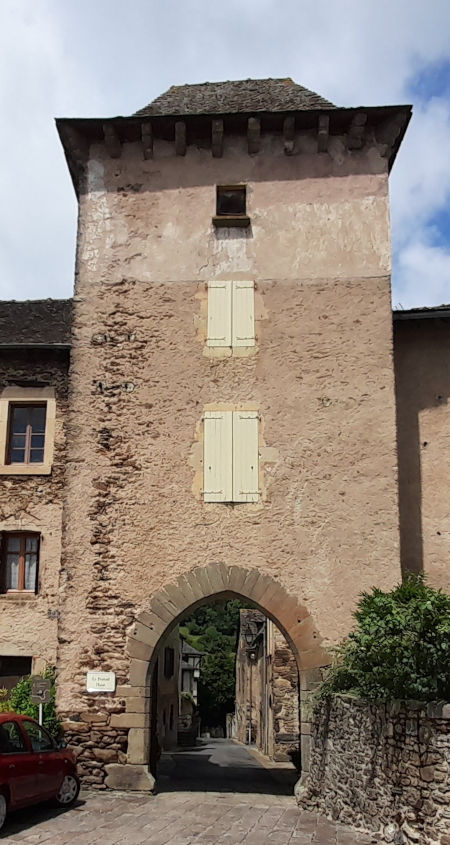
Le portail haut, vu de l'extérieur.
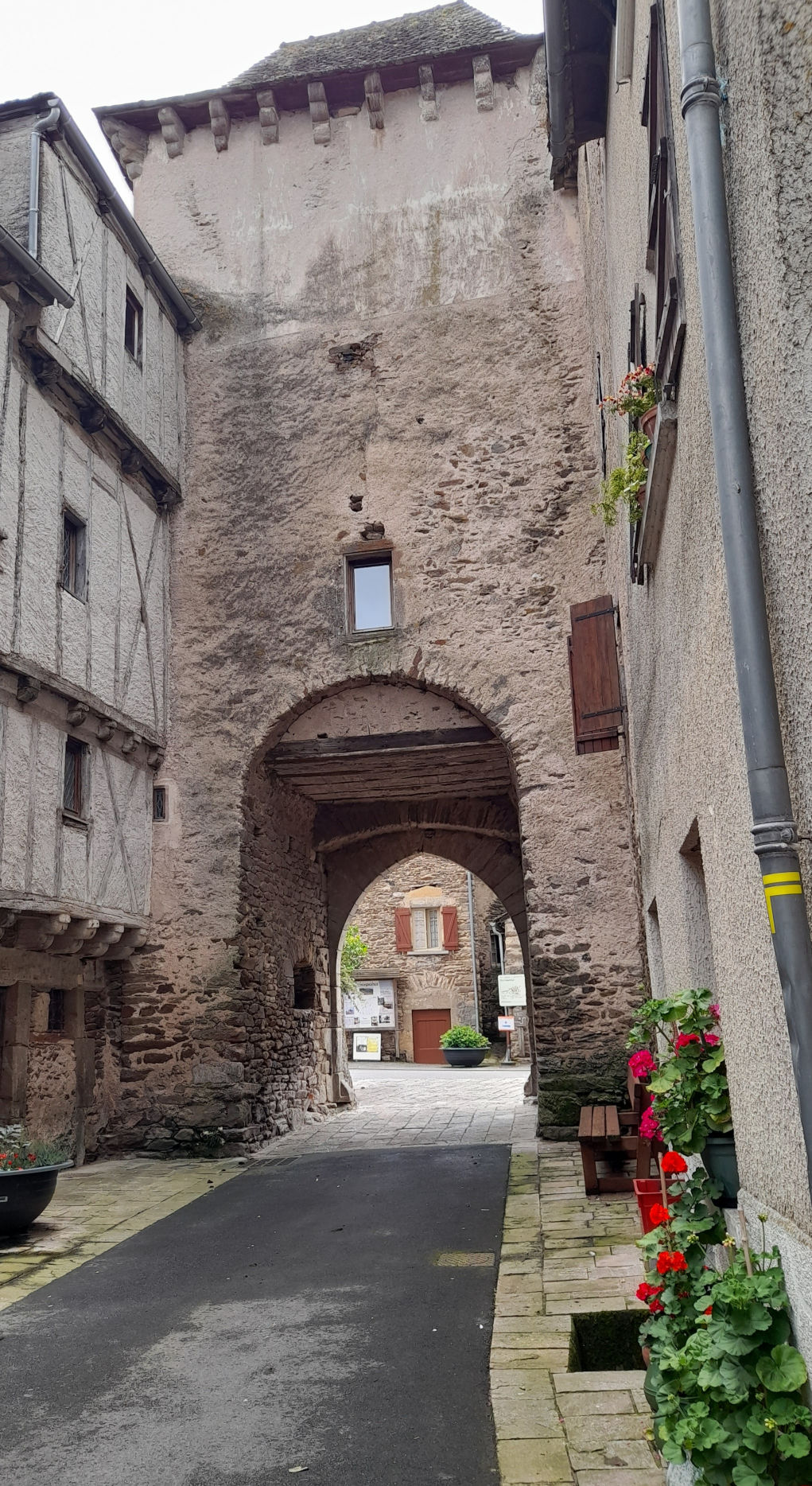
Le portail haut, vu de l'intérieur.

### Héraldique
| Blason de Prévinquières | Blason  | Parti ondé : au 1er d'azur à une épée basse posée en bande et coupant un manteau, le tout d'argent, au 2e de gueules à un lion couronné d'or, le tout enfermé dans une bordure d'or chargée de vingt quintefeuilles d'azur. |
| Blason de Prévinquières | Détails | Le parti ondé et l'azur symbolisent l'Aveyron. Le manteau partagé par l'épée évoque saint Martin, patron de la paroisse. Le lion vient des armes de la famille de Cardaillac, l'un des premiers seigneurs du village. Enfin, la bordure symbolise les anciennes fortifications de Prévinquières et les quintefeuilles d'azur sont pour les pervenches qui ont donné leur nom à la commune. Adopté le 17 juin 2021. |